# 마농 배너맨
메레트 마농 바네르만 (취리히, 2002년 6월 26일), 더 잘 알려진 이름은 마농 바네르만 또는 간단히 마농으로, 스위스 출신의 가수이며, 미국의 걸그룹 카트사이의 멤버로 알려져 있다.
그녀는 리얼리티/서바이벌 프로그램 더 데뷔: 드림 아카데미에 참가하여 최종 6위로 마무리하며, 그 결과로 걸그룹 카트사이의 멤버가 되었다.

## 활동
2023년 8월 29일, 마농은 더 데뷔: 드림 아카데미의 참가자로 발표되었다.
11월 18일, 그녀가 서바이벌 프로그램에서 6위로 마무리된 후 데뷔 그룹 카트사이의 멤버임이 공개되었다.

### 더 데뷔: 드림 아카데미
마농은 2023년 9월 1일 시작되어 11월 17일 종료된 HYBE X 게펜 레코드 서바이벌 프로그램에 참가하여, 성공적으로 카트사이의 멤버로 데뷔하였다.
미션 1(2023년 9월 1일~15일) 동안, 그녀는 보컬팀 A에 속해 브룩클린 반 잠트 (미국), 일리아 페르다르초바 (벨라루스), 카리 티나카 (미국), 렉시 레빈 (스웨덴)과 함께 공연하였다. 그녀는 면제권을 받아, 미션 1의 중간과 최종 투표 모두 4위에 올랐다.
미션 2(2023년 9월 28일~10월 8일) 동안, 그녀는 피어리스 B팀에 속해 셀레스트 디아즈 (아르헨티나), 다니엘라 (미국), 에즈레라 에이브럼 (호주), 우 시마다 (일본)와 함께 공연하였다. B팀이 A팀을 이기면서, 그녀는 면제권을 획득했고, 개별 투표에서는 7위에 올랐다.
미션 3(2023년 10월 28일~11월 5일) 동안, 그녀는 버튼즈 팀에 속해 셀레스트, 다니엘라, 나영(한국), 소피아(필리핀)와 함께 공연하였다. 팬 투표에서 9위를 기록했고, 라이브 결승전에 초대받았다. 이 미션은 마농이 탈락 위험에 놓인 유일한 미션이었다.
라이브 결승전(2023년 11월 17일) 동안, 그녀는 더티 워터 팀에 속해 에즈레라, 라라(미국), 사마라(브라질), 소피아와 함께 공연하였다. 그녀의 최종 점수는 68.00으로, 데뷔를 확정지었다.

## 개인 생활
마농은 영어, 스위스 독일어, 독일어를 구사할 수 있다. 그녀는 빌리 아일리시와 비욘세를 좋아한다. 그녀의 아버지는 가나인이고, 어머니는 스위스-이탈리아인이다. 그녀는 여행을 즐기며, 최종 발표에서 6위에 올랐다. 그녀의 개인 팬 그룹 이름은 "포케논"으로, 일본 미디어 프랜차이즈 포켓몬을 참고하였다.

## 필모그래피

### 서바이벌 프로그램
- 더 데뷔: 드림 아카데미 (2023) - 참가자

### 다큐멘터리
- 팝 스타 아카데미: 카트사이 (2024) - 본인

## 참고 문헌
1. ↑  https://graziadaily.co.uk/life/tv-and-film/where-are-the-dream-academy-girls-now/
2. ↑  https://x.com/dreamacademyhq/status/1696406125330256094
3. ↑  https://www.marieclaire.com/culture/tv-shows/pop-star-academy-katseye-cast-netflix/
4. ↑  https://twitter.com/dreamacademyhq/status/1725744363379306720
5. ↑  https://highschool.latimes.com/arts-and-entertainment/i-discussed-hybe-training-with-dream-academy-contestants-marquise-and-ezrela/
6. ↑  https://time.com/7014036/pop-star-academy-katseye-explained-netflix/
7. ↑  https://graziadaily.co.uk/life/tv-and-film/where-are-the-dream-academy-girls-now/
8. ↑  https://www.billboard.com/music/music-news/hybe-x-geffen-debut-dream-academy-mission-two-contestants-eliminated-1235436149/
9. ↑  https://www.teenvogue.com/story/the-debut-dream-academy-top-10-contestants-live-finale-exclusive-interview
10. ↑  틀:Web 인용
11. ↑  틀:Web 인용
12. ↑  “메건 스키엔디엘은 누구인가? 글로벌 걸그룹 카트사이의 반 싱가포르인 10대 멤버가 그녀의 락사를 사랑한다”. 《The Straits Times》 (영어). 2024년 8월 28일. ISSN 0585-3923.
13. ↑  틀:Web 인용
14. ↑  틀:Web 인용